# Capitaine sans peur
Pour plus de détails, voir Fiche technique et Distribution.
Capitaine sans peur (Captain Horatio Hornblower R.N.) est un film américano-britannique réalisé par Raoul Walsh, sorti en 1951.
Le personnage principal est inspiré du personnage Horatio Hornblower des romans de C. S. Forester, et l'histoire reprend la trame des romans The Happy Return, A Ship of the Line et Flying Colours.

## Synopsis
En 1807, une frégate de 38 canons de la marine royale britannique, la Lydia, appareille pour une destination inconnue. Napoléon a alors la supériorité militaire sur une grande partie du continent européen. L'Angleterre elle-même ne peut espérer le salut que par sa flotte, qui lui assure une maîtrise presque totale des mers. À bord de la Lydia, seul le capitaine Horatio Hornblower connaît le but du voyage…

## Fiche technique
- Titre original : Captain Horatio Hornblower R.N.
- Titre français : Capitaine sans peur
- Réalisation : Raoul Walsh
- Scénario : Ivan Goff, Ben Roberts et Æneas MacKenzie, d'après le roman de C. S. Forester
- Direction artistique : Tom N. Morahan
- Costumes : Tom N. Morahan, Sheila Graham
- Photographie : Guy Green Technicolor
- Son : Harold V. King
- Montage : Jack Harris
- Musique : Robert Farnon
- Direction musicale : Louis Levy
- Production : Gerry Mitchell
- Société de production : Warner Bros. Pictures
- Société de distribution : Warner Bros. Pictures
- Pays d'origine :  Royaume-Uni
- Langue originale : anglais, français, espagnol
- Genre : Action, aventure, drame, historique et guerre
- Durée : 117 minutes
- Dates de sortie :
  -  États-Unis : 13 septembre 1951
  -  France : 21 décembre 1951
- Affiche : Boris Grinsson (France)

## Distribution
- Gregory Peck (VF : Marc Valbel) : Capitaine Horatio Hornblower
- Virginia Mayo (VF : Claire Guibert) : Lady Barbara Wellesey
- Robert Beatty (VF : Claude Péran) : Lieutenant William Bush
- James Robertson Justice (VF : Marcel Raine) : Quist, un matelot
- Denis O'Dea (VF : Paul Colline) : Contre-Amiral Sir Rodney Leighton « Mucho Pomposo »
- Moultrie Kelsall (VF : Pierre Leproux) : Lieutenant Crystal
- Stanley Baker (VF : Jean-François Laley) : Harrison, le second
- Alec Mango : Don Julian Alvarado « El Supremo »
- Christopher Lee (VF : Roger Rudel) : un capitaine espagnol
- Michael Goodliffe (VF : Jean Berton) : Colonel Caillard
- Kynaston Reeves (VF : Abel Jacquin) : Amiral Lord Hood
- Amy Veness (VF : Cécile Didier) : Mme McPhee
- Ronald Adam : Adm. McCartney
- Eugene Deckers : un capitaine français
- Jack Watson (non crédité) : Capitaine Sylvester

## Production
Le film a été tourné en studio au Royaume-Uni à Mermaid Street à Rye sur le HMS Victory et en France à Villefranche-sur-Mer et au Fort de Brégançon pour la forteresse d'El Supremo. Pour le tournage on a réutilisé le Hispaniola de L'Île au trésor (film, 1950) pour le HMS Lydia.